# San Giorio di Susa
San Giorio di Susa (piemontesisch San Gieuri, frankoprovenzalisch San Gœri, französisch Saint-Joire) ist eine Gemeinde in der italienischen Metropolitanstadt Turin (TO), Region Piemont.

## Lage und Einwohner
Das Gemeindegebiet umfasst eine Fläche von 19 km² und hat 974 Einwohner (Stand 31. Dezember 2023). San Giorio di Susa ist Mitglied in der Bergkommune Comunità Montana Bassa Valle di Susa e Val Cenischia. Die Gemeinde besteht aus den Ortsteilen (Fraktionen) Balma, Martinetti, Viglietti, Pognant, Grangia, Garda, Airassa, Adrit und Città. 
Die Nachbargemeinden sind Bruzolo, Chianocco, Bussoleno, San Didero, Villar Focchiardo, Coazze und Roure. 

## Geschichte
Das erste Dokument, in dem die Stadt San Giorio ausdrücklich erwähnt wird, stammt aus dem Jahr 1001. Darin bestätigt Kaiser Otto III. dem Marquis Olderico Manfredi den dritten Teil von Susa und anderen Städten, darunter auch „Sanctus Georius“.
Der älteste Kern der Burg, der obere, stammt aus dem 10.–11. Jahrhundert. Im Jahr 1029 wurde es vom Marquis Olderico von Susa der Abtei San Giusto geschenkt. Die Äbte übergaben es Ende 1200 an die Bertrandi.
Imposant ist der zylindrische Turm, der an der Nordwestecke der Oberburg steht
Ein Dokument vom 20. Februar 1226, das im Staatsarchiv von Turin aufbewahrt wird, bezeugen Graf Tommaso I. von Savoyen und andere Adlige die Gründung an einer Villanova am Mollare, wo sich die Kirche San Giorio befindet. 
Der älteste und charakteristischste Teil der Stadt befindet sich rund um das Schloss, eine alte Festung aus dem 13. Jahrhundert, die das Untere Susa-Tal von der Spitze einer der charakteristischen Moulé (Quellen) aus dominiert. 1691 vom französischen General Catinat zerstört, wurde es in den siebziger Jahren restauriert und ist noch heute bewohnt.
In der 1937 wiederaufgebauten Pfarrkirche San Giorgio Martire ist noch der ursprüngliche Glockenturm im romanischen Stil erhalten. Die befestigte Casa Forte mit den charakteristischen Schwalbenschwanzzinnen, die zur Pfarrei gehört ist noch gut erhalten.
Vor allem die Grafenkapelle ist der Stolz der Gemeinde. Die wunderschönen und farbenfrohen Fresken französisch-piemontesischer Künstler stammen aus dem Jahr 1328 und sind der Grund für die Gründung einer Zweigstelle des diözesanen Museumssystems für sakrale Kunst in San Giorio.

## Bildgalerie

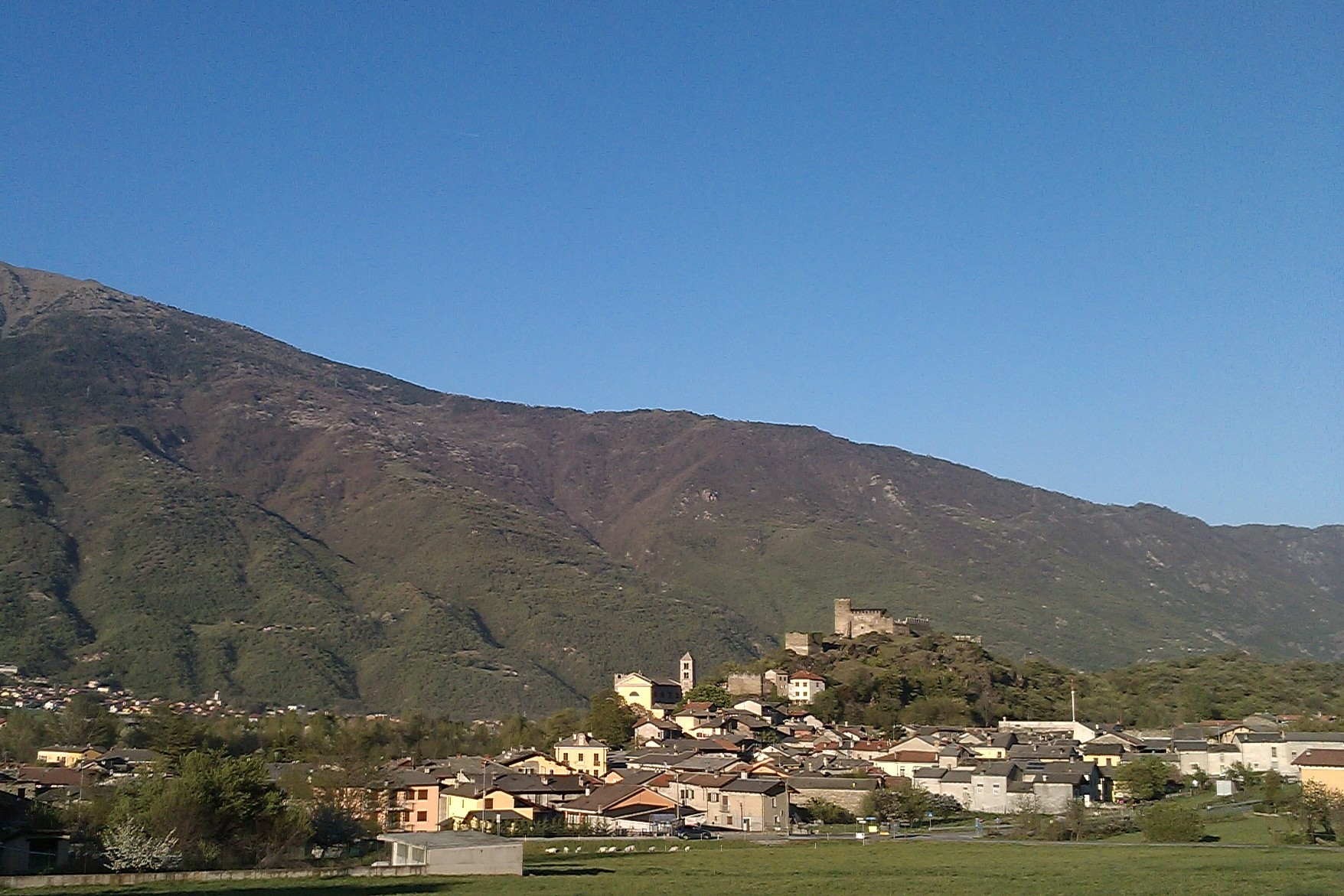
Panorama
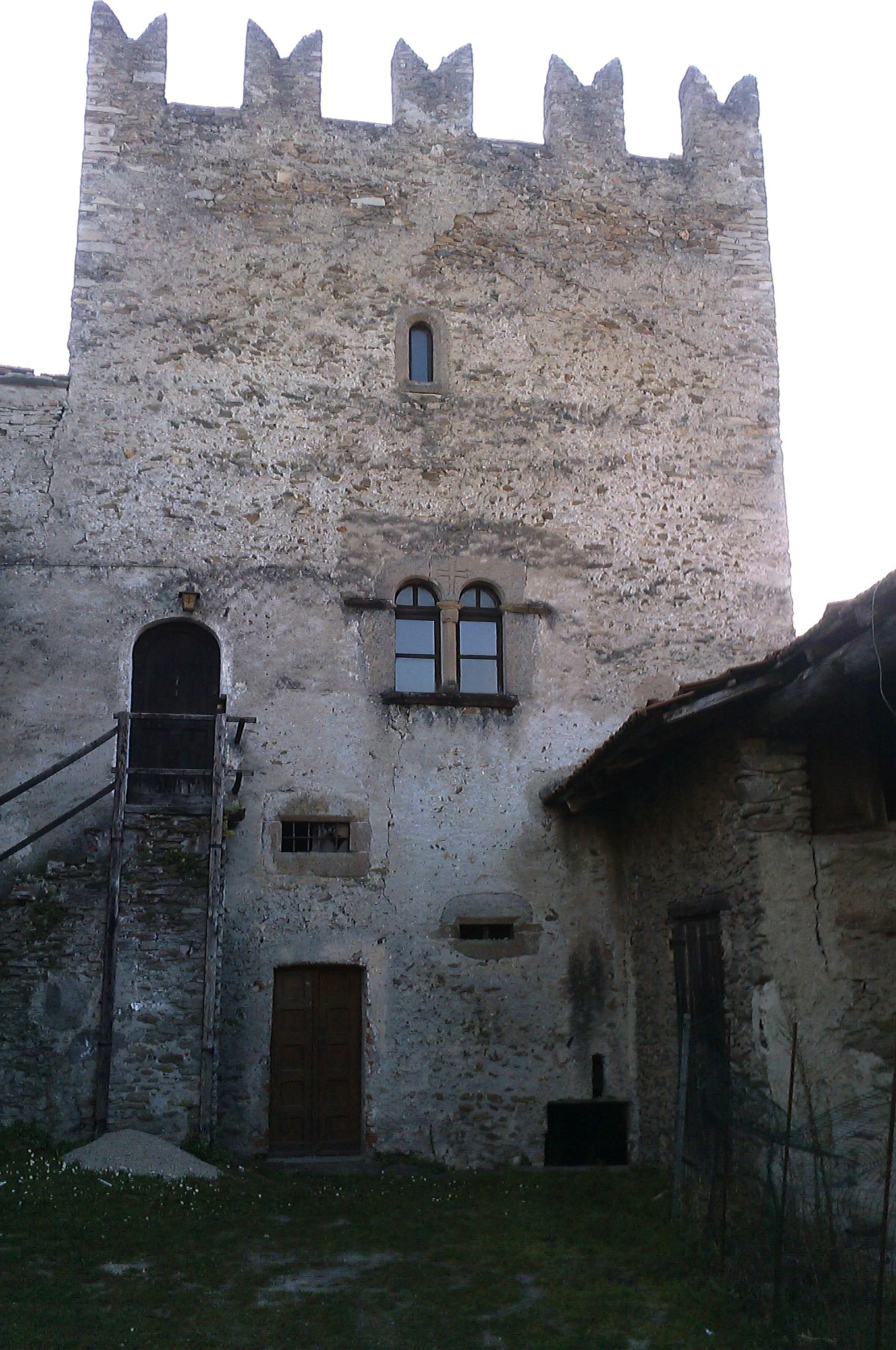
Casaforte di San Giorio di Susa
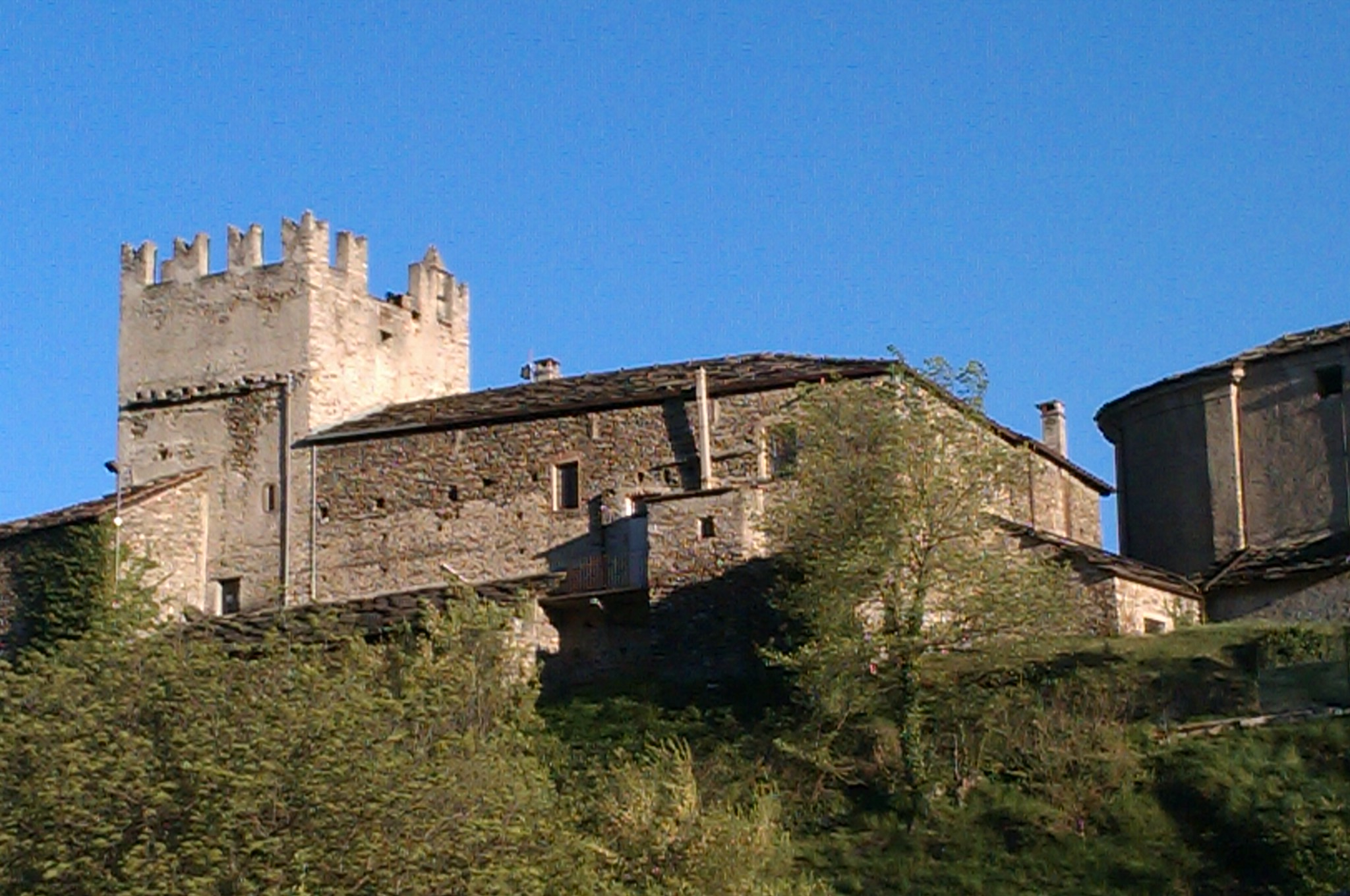
Casaforte von Nordosten
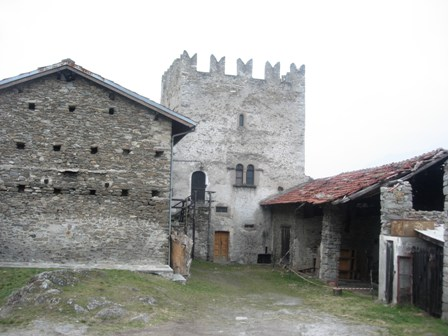
Innenhof
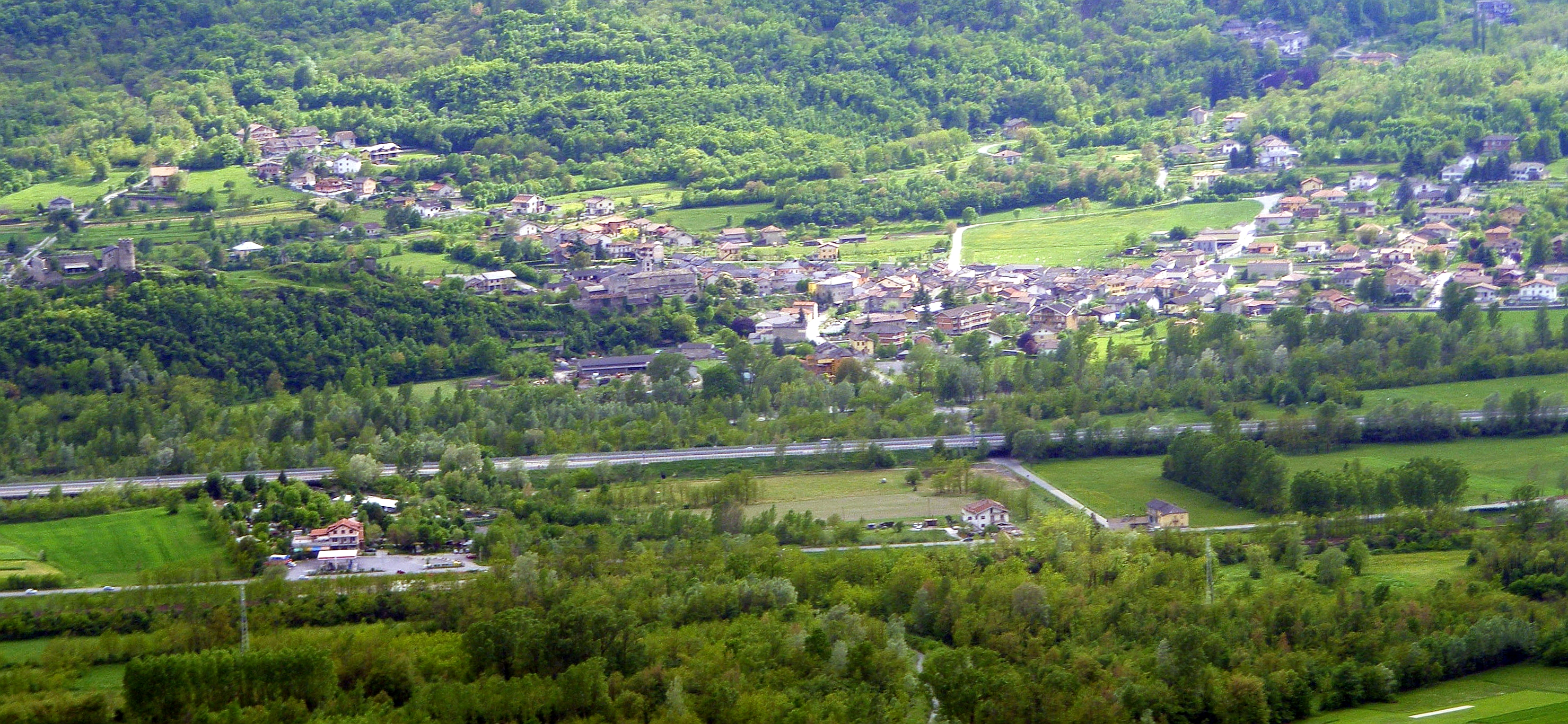
Gemeinde Luftbild